# Pierre Ragot
Pour les articles homonymes, voir Ragot.
Pierre Ragot, né à Laval en 1551, mort en 1602, était un religieux et théologien français.

## Biographie
Il est novice au couvent des Dominicains de Laval en 1563. On remarque à la maison de Saint-Jacques de Paris la vivacité de son esprit, son ardeur pour l'étude, sa facilité d'élocution et la distinction de ses manières. 
Reçu maître ès arts en 1574, il se met à l'étude de la théologie à la Sorbonne. Il assista à l'assemblée générale de l'ordre  dominicains à Rome en 1583. À son retour en 1584, il obtient le grade de bachelier, et enseigne la théologie dans une chaire du couvent de Saint-Jacques de Paris.
Il est élu vicaire général de la Congrégation de France qu'il défend avec conviction. Après 3 ans de vicariat, il revient occuper sa chaire. Il est retiré de cette charge pour devenir prieur.
Lors de l'assassinat d'Henri III, par un membre de son ordre, il repousse la solidarité du crime que les Protestants imputaient aux Catholiques. Il obtient la confiance d'Henri IV qui lui accorde sa confiance en tant que religieux aussi docte que régulier. 
Il vient comme prieur à Laval, 1593-1594 et se voit élu de nouveau vicaire général en 1602. Il meurt dans cette charge, à Paris, ou à Laval, d'après Antoine Berset, le 19 janvier 1606, sans avoir eu le temps de publier les ouvrages dont La Croix du Maine parlait déjà en 1584. Il a écrit sur les matières ecclésiastiques et laisse en manuscrit plusieurs œuvres théologiques. Ses travaux ne seront pas imprimés.
Il laisse en dépôt à sa mort, chez Charlotte de Martainville, prieure de Saint-Aubin de Gournay-en-Bray, une cassette couverte de cuir, contenant quelque linge, et 25 doublons d'Espagne de chacun 4 pistoles et 196 écus d'or. Sur cette somme, il disposait de 30# en faveur du prieuré de Gournay, pour avoir des livres de chant, et de 2 000# pour la fondation de son anniversaire au couvent de Laval.

## Source
- « Pierre Ragot », dans Alphonse-Victor Angot et Ferdinand Gaugain, Dictionnaire historique, topographique et biographique de la Mayenne, Laval, A. Goupil, 1900-1910 [détail des éditions] (BNF 34106789, présentation en ligne), tome III, p. 379